# Takahiro Masukawa
Takahiro Masukawa (født 8. november 1979) er en japansk fodboldspiller, som spiller for den japanske fodboldklub Kyoto Sanga FC.